# Transition (génétique)
Pour les articles homonymes, voir Transition (homonymie).
En biologie moléculaire, une transition est une mutation ponctuelle de l'ADN qui correspond au remplacement soit d'une pyrimidine (A ou G) par l'autre pyrimidine, soit d'une purique (T ou C) par l'autre purique. 

## Effet de la mutation génétique sur une protéine
Dans les régions d'ADN codant pour une protéine, et du fait de la redondance du Code génétique lui-même, une transition portant sur la troisième position de nombreux codons de l'ADN n'entrainera pas de substitution de l'acide aminé.
De telles mutations sont donc plus susceptibles de persister en tant que «substitutions silencieuses» dans les populations en tant que polymorphisme nucléotidique (SNP) portant sur un seul nucléotide.
Dans les autres cas, elle entraine un changement ponctuel d'acide aminé.

## Voir également
- Transversion